# Heinz-Otto Kreiss
Heinz-Otto Kreiss, född 14 september 1930 i Hamburg, död 16 december 2015 i Stockholm, var en svensk matematiker verksam inom tillämpad matematik och numerisk analys vid flera universitet i Sverige och USA. Han är far till Gunilla Kreiss.  

## Biografi
Kreiss växte upp i Hamburg, men på grund av de mycket svåra förhållandena under senare delen av andra världskriget flyttade han som tonåring till släktingar på landet. För att bidra till försörjningen  arbetade han extra hos lantbrukare i trakten. Efter kriget återgick han till skolgången i Hamburg och fortsatte med studier vid Hamburgs universitet där han sedan påbörjade forskarutbildning. 1955 avbröt han forskarutbildningen och flyttade till Stockholm, där han fick anställning vid den meteorologiska institutionen vid Stockholms högskola. Där utvecklade han numerisk metodik för lösning av problem inom meteorologi och oceanografi och implementerade sina program på den nyutvecklade "matematikmaskinen" BESK. År 1960 disputerade han vid Kungliga Tekniska högskolan (KTH) på en avhandling om finita differensmetoder för partiella differentialekvationer.
Ämnet numerisk analys expanderade snabbt i Sverige och nya professurer inrättades. Efter en kort tid som professor vid Chalmers tekniska högskola i Göteborg, blev han 1965 professor vid Uppsala universitet där han byggde upp forskningen vid den nybildade institution som nu är en del av Institutionen för informationsteknologi.
Kreiss var ofta gästforskare vid olika amerikanska universitet, bland andra  Courant Institute of Mathematical Sciences. År 1979 lämnade han sin tjänst i Uppsala för en anställning som professor vid California Institute of Technology (Caltech) och senare vid  University of California, Los Angeles (UCLA). Till sist återvände han som emeritus till KTH.
Han blev ledamot av Kungliga Vetenskapsakademien 1974 och vid Kungliga Vetenskaps-Societeten i Uppsala 1983. 

## Forskningsområden
Ett centralt område för Kreiss' forskning var analys av tidsberoende partiella differentialekvationer och numerisk lösning av dessa med hjälp av finita differensmetoder. Han bevisade den fundamentala matrissatsen, som är ett av de mer uppmärksammade resultaten inom den numeriska analysen. Han utvecklade också en generell teori för dissipativa approximationer som har en inbyggd mekanism för dämpning av potentiella instabiliteter.
För ordinära differentialekvationer med lösningar som varierar på olika tidsskalor utvecklades tidigt en komplett teori, inte minst vid KTH med Germund Dahlquist i spetsen. Kreiss tog sig an det analoga men mer generella problemet för partiella differentialekvationer.
Kreiss fortsatte sin forskning långt efter sin pensionering, och ägnade sig då huvudsakligen åt vågrörelseproblem, speciellt Einsteinekvationerna. Detta arbete drev han vidare ända till något år före sin bortgång.
Generell teori för differensmetoder finns presenterad i boken Time-dependent Problems and Difference Methods, där stora delar har sitt ursprung i Kreiss' och hans studenters arbeten.
Kreiss handledde 27 studenter fram till doktorsexamen.

## Priser
- National Academy of Sciences Award in Numerical Analysis and Applied Mathematics 2002[10].

- John von Neumann Lecture Award of the Society for Industrial and Applied Mathematics (SIAM) 2003[11].